# Station Den Haag HS
Station Den Haag HS (station Hollands Spoor) is het oudste station van Den Haag. De naam van het station is ontleend aan de vroegere Hollandsche IJzeren Spoorweg-Maatschappij (HIJSM). Het is het tweede hoofdstation van Den Haag en is in tegenstelling tot station Den Haag Centraal geen kopstation. Alle treinen naar en van Rotterdam en verder stoppen er.

## Geschiedenis

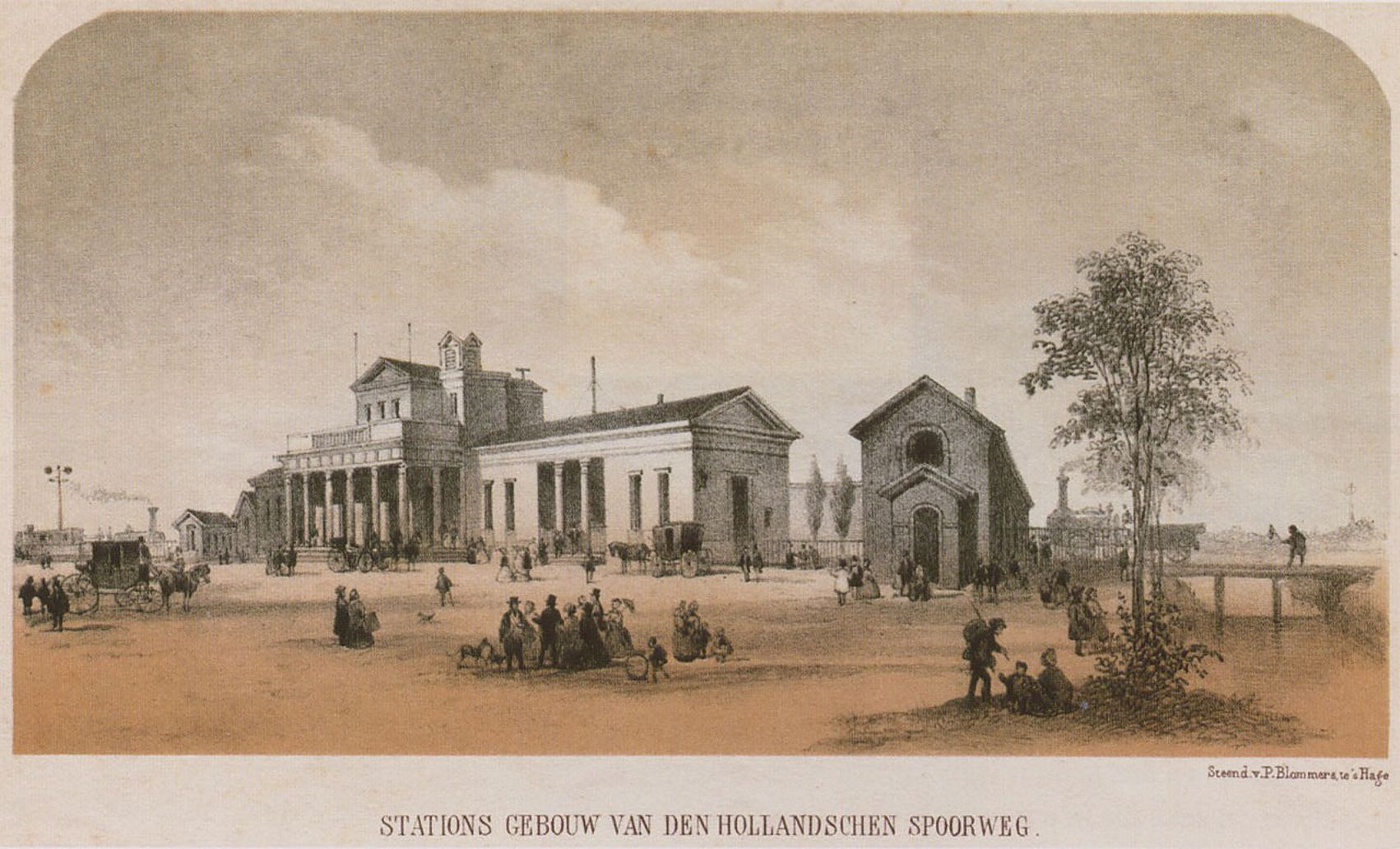
Het eerste Station Den Haag Hollands Spoor, gebouwd in 1843.

Het station werd geopend in 1843 toen de Oude Lijn van de HIJSM vanuit Amsterdam van Leiden naar Den Haag werd doorgetrokken. In 1847 werd de lijn verlengd naar Rotterdam. Het station ligt in de Stationsbuurt, een wijk die zijn naam te danken heeft aan het station evenals het Stationsplein, dat dus niet bij het grotere Den Haag Centraal ligt. Met de term Hollands Spoor wordt dit station bedoeld, niet zozeer de spoorlijn of de voormalige spoorwegmaatschappij.
Het station werd buiten de bebouwde kom aangelegd. Daardoor kwam het station Hollands Spoor te liggen op het grondgebied van Rijswijk. In 1843 werd dit Haags grondgebied, omdat Rijswijk niet bij machte was de bewaking van het station te kunnen garanderen met de twee veldwachters die Rijswijk destijds had. Den Haag moet daarvoor wel ten eeuwigen dage 400 gulden per jaar betalen. Inmiddels zijn dat euro's geworden, maar hetzelfde bedrag wordt nog steeds ieder jaar overgemaakt.

### Twee hoofdstations
In 1870 opende een ander bedrijf, de Nederlandsche Rhijnspoorweg-Maatschappij een station voor de verbinding van Den Haag naar Gouda en Utrecht. Dit Rhijnspoorstation kwam aan een andere zijde van het centrum te liggen.
Sindsdien bestaat de situatie dat Den Haag twee hoofdstations heeft: Hollands Spoor en Rhijnspoor (later Staatsspoor, sinds 1973 Den Haag Centraal). De treinen van Amsterdam naar Rotterdam en verder, stoppen nog steeds op Den Haag HS en niet op Den Haag Centraal, omdat ze daar zouden moeten kopmaken. Dat deden alleen de nachttreinen. Deze stoppen sinds de dienstregeling van 2009 weer op station Den Haag HS, in plaats van station Den Haag Centraal.

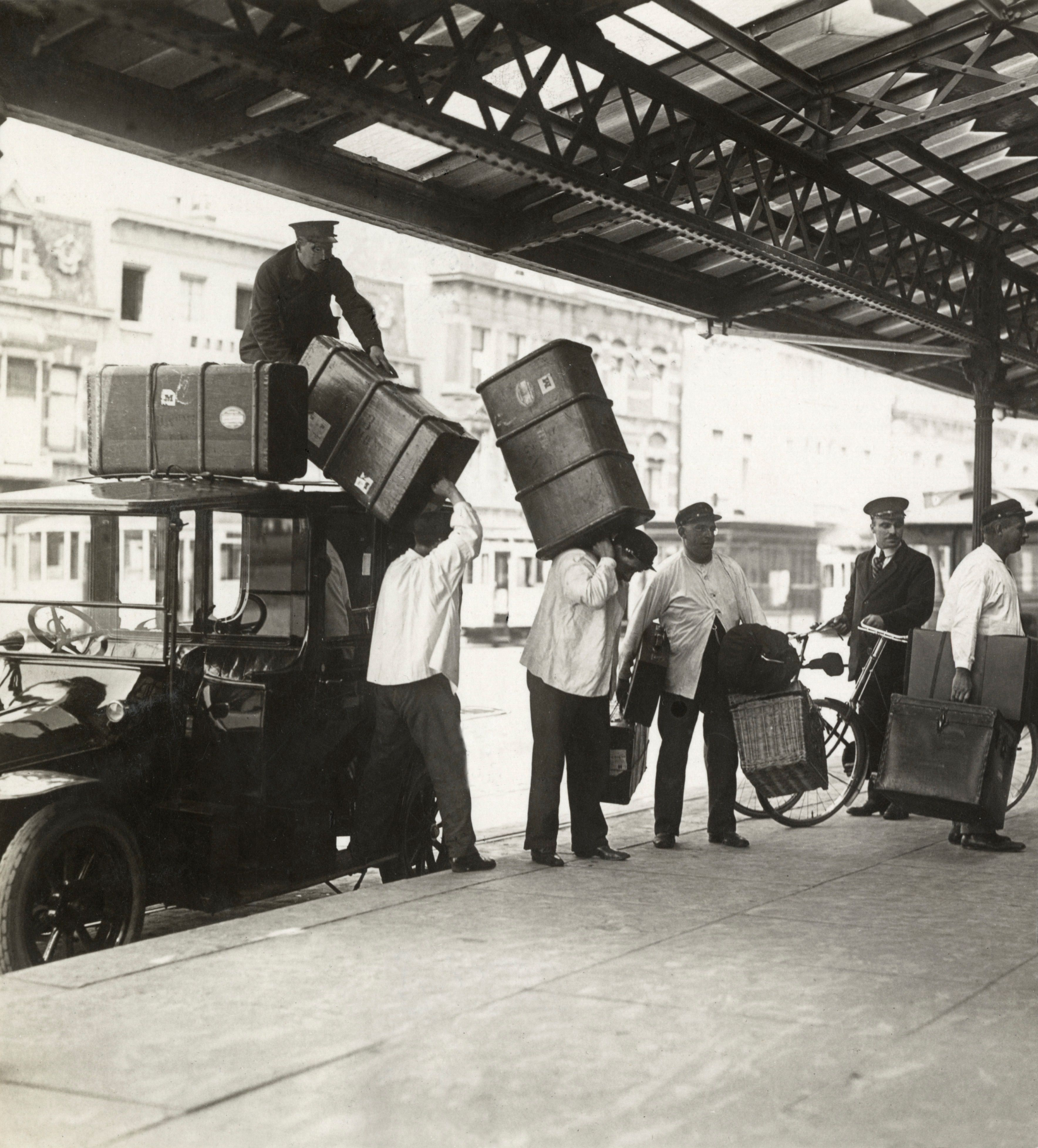
Kruiers bij het station in 1921.

Het oorspronkelijke stationsgebouw uit 1843 werd in 1891 vervangen door een nieuw gebouw naar een ontwerp van architect Dirk Margadant in de neorenaissance stijl, dat nog steeds in gebruik is. Tevens kwam de spoorbaan op een verhoogd niveau te liggen.

### Koninklijke wachtkamer
Sinds 1893 heeft het station een koninklijke wachtkamer (met beeldhouwwerk van Atelier Van den Bossche en Crevels), die niet meer in gebruik is. Deze typisch 19e-eeuwse wachtkamer heeft een eigen luifel links van de hoofdingang. De koninklijke wachtruimte bestaat uit zeven vertrekken met een ruim trappenhuis en vestibule. Deze heeft een gefaseerde restauratie ondergaan van bijna tien jaar.

### Verbindingsbaan

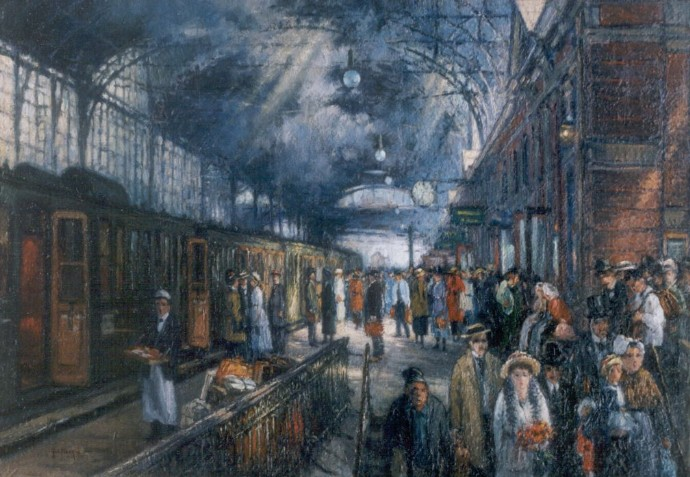
Hollands Spoor in 1916.

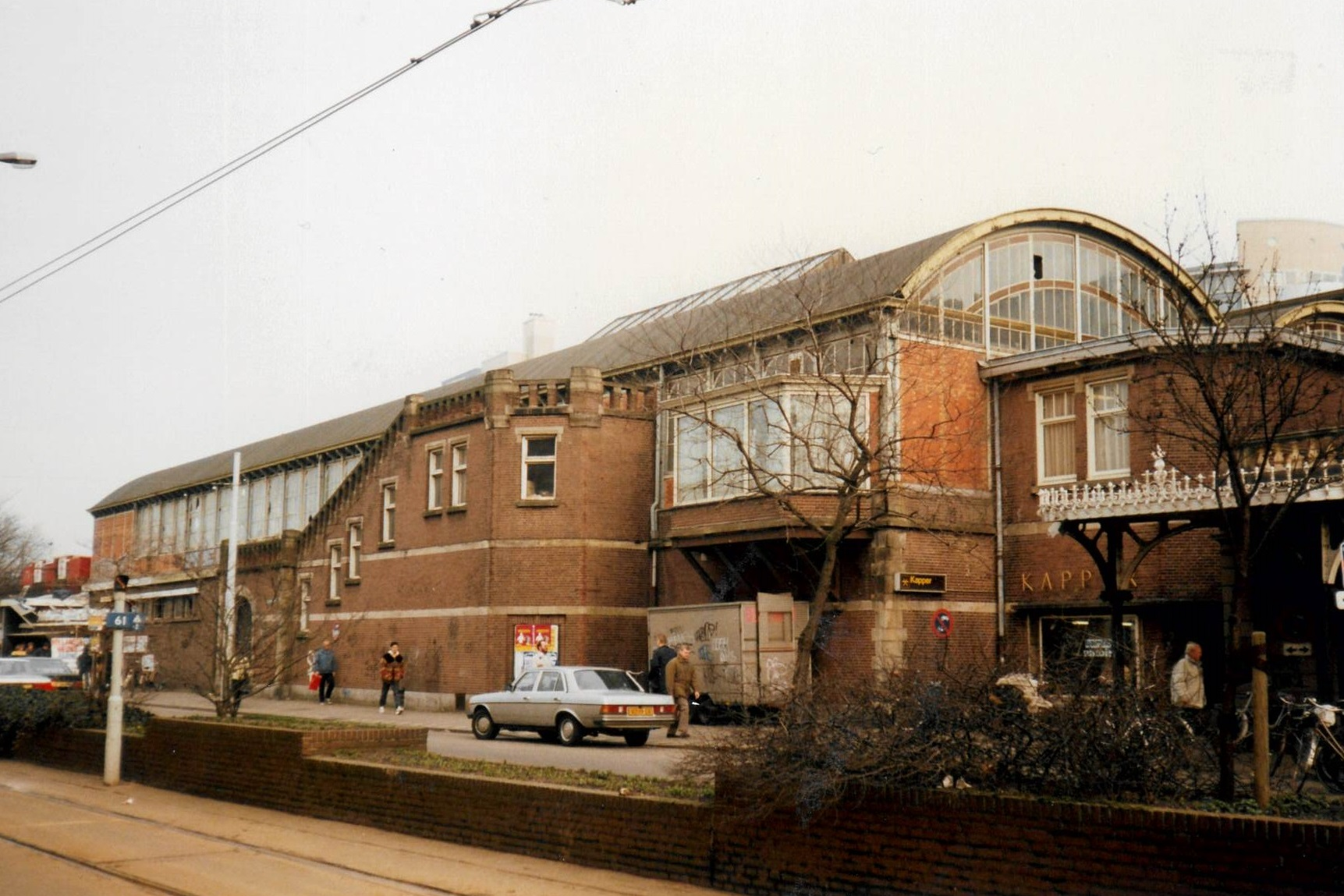
De in de jaren '90 gesloopte ZHESM-aanbouw aan noordwestzijde; 4 maart 1991.

Daar de beide spoorwegbedrijven concurrenten van elkaar waren wilden zij absoluut niet samenwerken en dus ook geen treinen uitwisselen. Een verbindingsbaan tussen de twee lijnen was dan ook niet aan de orde. Maar in 1871 kwam die er toch, maar niet voor reizigers. Die moesten zich behelpen met een omnibus. Maar er waren ook maar weinig reizigers die van Delft of Leiden via Den Haag naar Gouda wilden. De NRS betaalde deze omnibus; de HIJSM weigerde mee te betalen. Ondanks het geruzie werd toen al gepleit voor één gezamenlijk station, maar het kwam er nooit.
Pas in 1896 gingen er reizigerstreinen rijden over de verbindingsbaan. Ook toen was het niet druk; in 1909 werd deze dienst gestaakt. Goederentreinen reden er nog tot in 1972. De oude baan, tussen de Eemstraat en de Zwetstraat, werd toen opgebroken en is nu een parkje.
In 1976 werd een nieuwe verbindingsbaan iets verderop in gebruik genomen; nu alleen nog voor reizigerstreinen.

### Elektrische treinen
Elektrische treinen kwamen in Den Haag HS vanaf 1908, toen de ZHESM-dienst naar Rotterdam Hofplein van start ging. In 1927 werd de treindienst op de Oude Lijn naar Leiden en Rotterdam elektrisch.

### Hofpleinlijn
In 1907 kwam aan de noordzijde een uitbreiding tot stand voor de treinen van de in 1908 geopende Hofpleinlijn naar Rotterdam Hofplein en Scheveningen: twee kopsporen (spoor 7 en 8) en een overkapping met toegang vanaf de straat. In 1975 werd het eindpunt van deze lijn verplaatst naar het nieuwe Centraal Station. Spoor 8 werd al voor 1975 opgebroken, spoor 7 daarna. Midden jaren negentig werd tijdens de renovatie van het station ook de perronoverkapping boven de voormalige ZHESM-sporen gesloopt.

### Brand

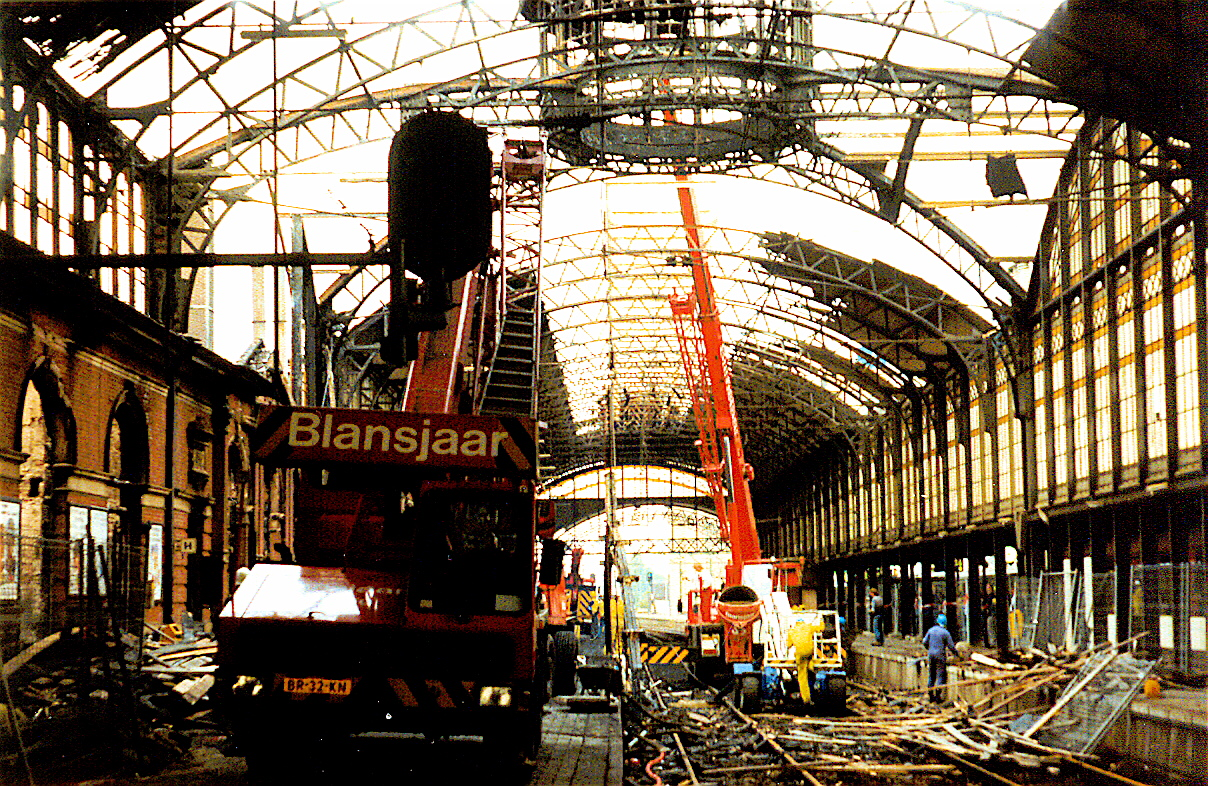
De overkapping na de brand in 1989.

In de nacht van 14 op 15 oktober 1989, kort na een restauratie, werd door een inbreker brand gesticht in de stationsrestauratie. De brand verwoestte het perrongebouw en een deel van de perronkap. De perronkap werd later in historische staat hersteld, maar het perrongebouw alleen uitwendig. De oude stationsrestauratie die er in zat kwam niet terug. Het interieur werd ingericht tot een moderne wachtkamer.

### 21e eeuw
In 2010 vond een grondige renovatie van het monumentale perrongebouw plaats.
In 2024 werden de in- en uitcheckpoorten verplaatst zodat spoor 1 alleen toegankelijk is na het inchecken. Er werd een nieuwe trap naar het perron aangelegd en er werd een lift gebouwd. Eind september dat jaar opende de vernieuwde servicewinkel, vanaf toen gezamenlijk met HTM, alsmede een vernieuwde Starbucks. Het winkelaanbod werd uitgebreid met een AH to go.

## Tramhaltes en stationsomgeving

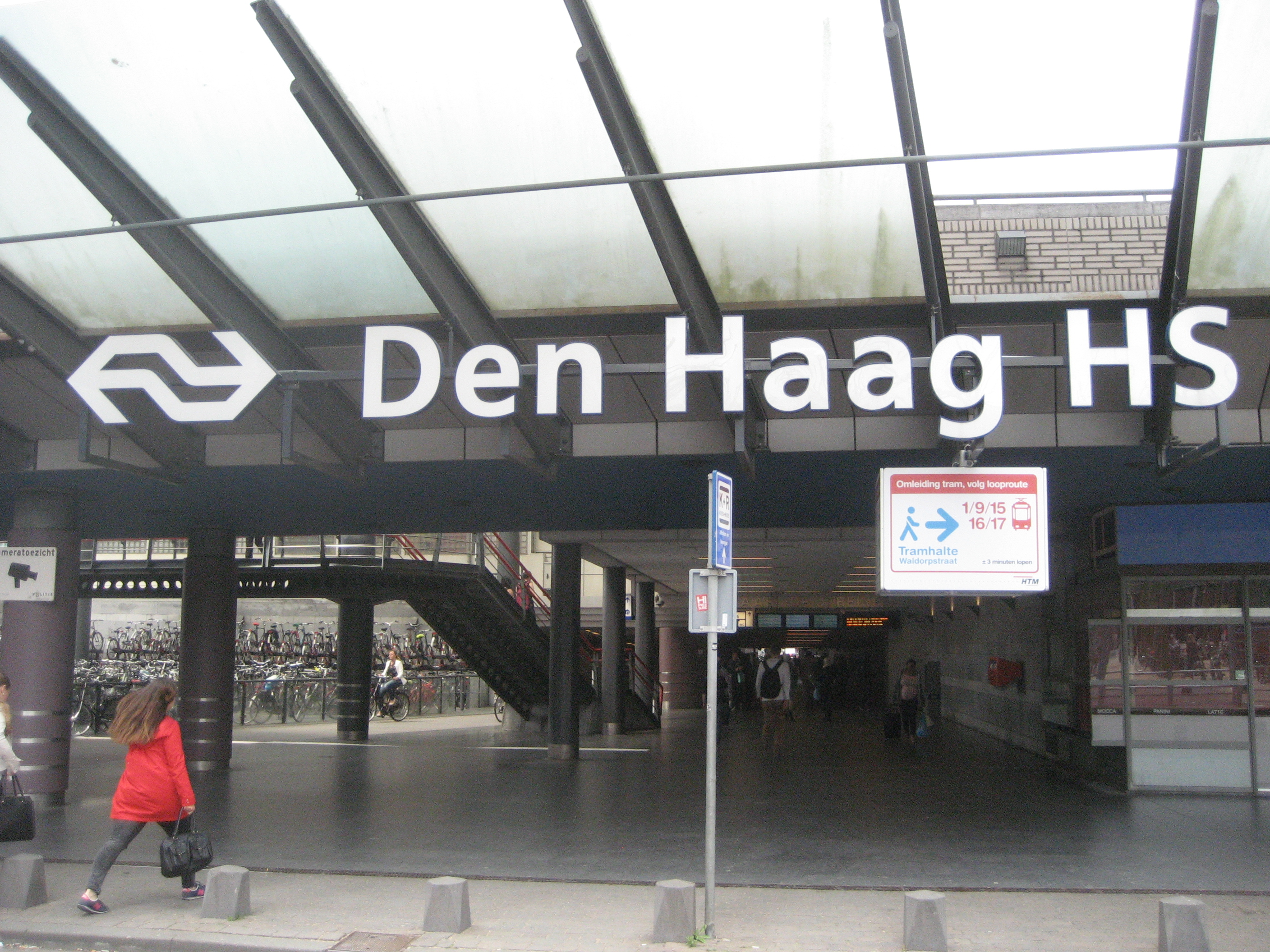
Den Haag HS, ingang Waldorpstraat.

Op het Stationsplein aan de voorzijde is een tramstation en aan de achterzijde in de Waldorpstraat liggen de bushaltes.
Van oudsher is het station een tramknooppunt. De HIJSM wilde een eigen spoorverbinding met Scheveningen. In 1886 werd een stoomtramlijn geopend, de latere tramlijn 11. Deze stoomtram, en ook de latere lijn 11, had tot 1965 een eigen overdekt kopeindpunt naast het station. Tegenwoordig is daar een fietsenstalling. Deze stoomtram, en later elektrische tram, had tot 1985 een aansluiting op de treinsporen voor het goederenverkeer nabij de Wouwermanstraat.
Op het Stationsplein voor het station hebben sinds 1877 vele stadstramlijnen gereden. Nadat in 1864 de eerste paardentram in Nederland tussen het centrum en Scheveningen was gaan rijden, bereikte lijn A in 1877 als eerste het Stationsplein, en lijn B in 1880. In 1905-1906 werden dit de elektrische lijnen 1 en 2. Later gevolgd door andere lijnen. Tussen 1925 en 1932 lagen er zes sporen naast elkaar. Tussen 1932 en 1976 waren het er vier.
In de loop der jaren passeerden hier: lijn 1 (1e) (tot 1927), 1 (2e) (sinds 2001), 2 (1e) (tot 1937), 4 (1919-1959), 4A (1947-1959), 6 (1906-1911), 8 (1926-2003), 9 (sinds 1920), 10 (3e) (1996-2013), 11 (sinds 1965), 12 (sinds 1911), 15 (2002-2003), 16 (sinds 1959), 17 (1e) (1924-1926), 17 (2e) (1927-1928), 17 (3e) (1959-1965) en 17 (5e) (sinds 1999).
Op 13 juli 1996 is de tramtunnel onder de treinsporen ten westen van het station geopend waardoor nu veel tramlijnen rechtstreeks het station kunnen bedienen. Een van de tramsporen naast de Parallelweg is verplaatst naar een viaduct naast de spoorweg. De trams naar HS die niet van de tramtunnel komen gaan nu kruisingsvrij over de sporen van en naar de tramtunnel heen. Op het Stationsplein werden in verband met de tramtunnel de tramperrons heringericht. De twee halteperrons richting tunnel (lijnen 1, 16 en 17) en Vrederust (lijn 9) lagen aan de oostkant van de hoofdingang terwijl de twee halteperrons in de stadsrichting aan de westkant van de hoofdingang gelegen waren.

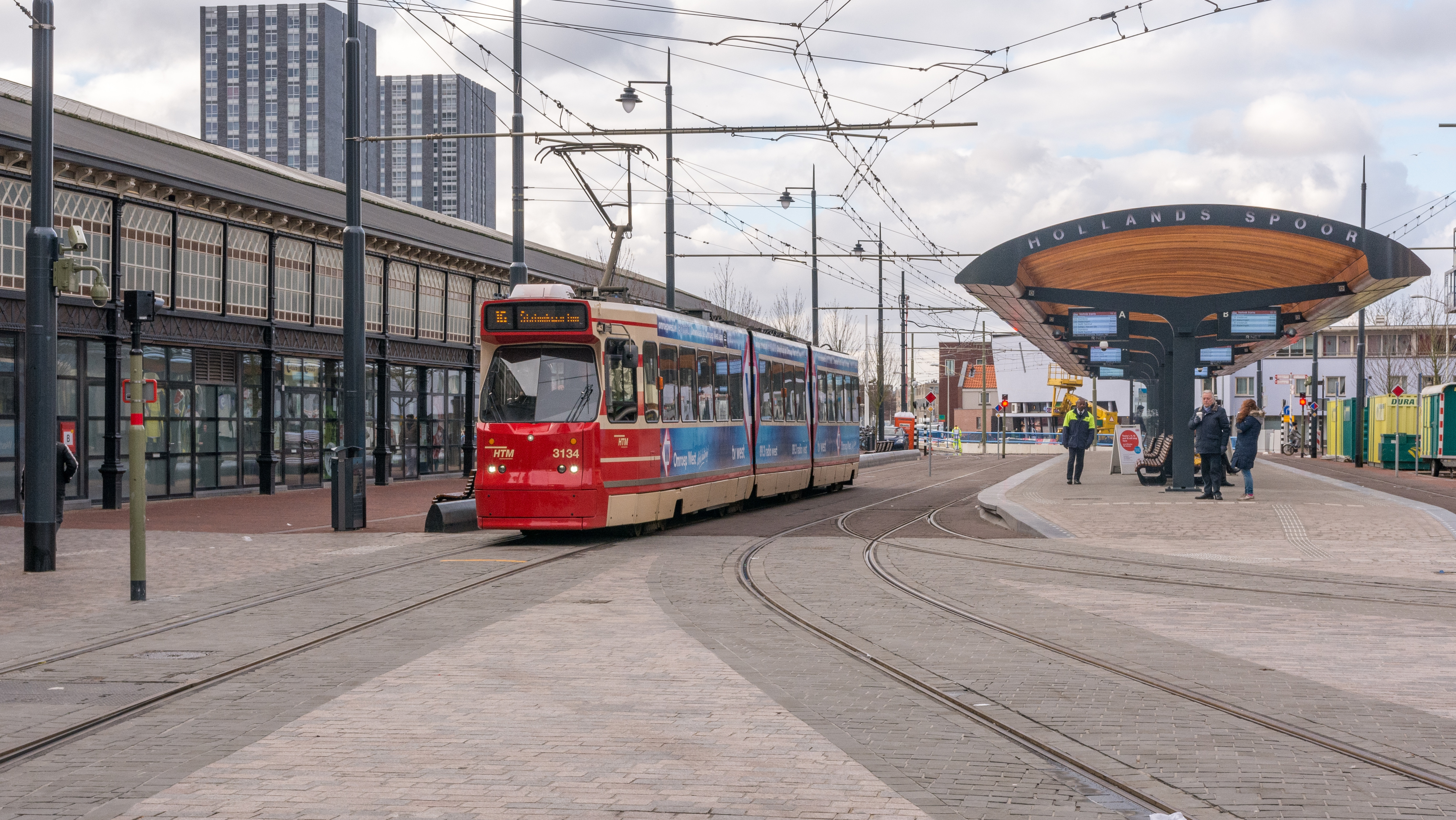
Stationsplein met nieuw eilandperron met overkapping. Links HTM-tram 3134 op lijn 16 naar het Statenkwartier; 4 februari 2018.

Sinds 2018 zijn er twee eilandperrons. Aan de oostzijde voor de richting centrum ligt het perron voor de richting centrum, aan de westkant ligt het perron voor de richtingen tramtunnel en Vrederust. De volgende tramlijnen hebben hier een halte: 1, 9, 10, 11, 12, 16 en 17.
De tramlijnen 11 en 12 hebben een eigen keerlus met een wacht- en vertrekhalte op het Rijswijkseplein en een halte Station Hollands Spoor op het Stationsplein voor het station.

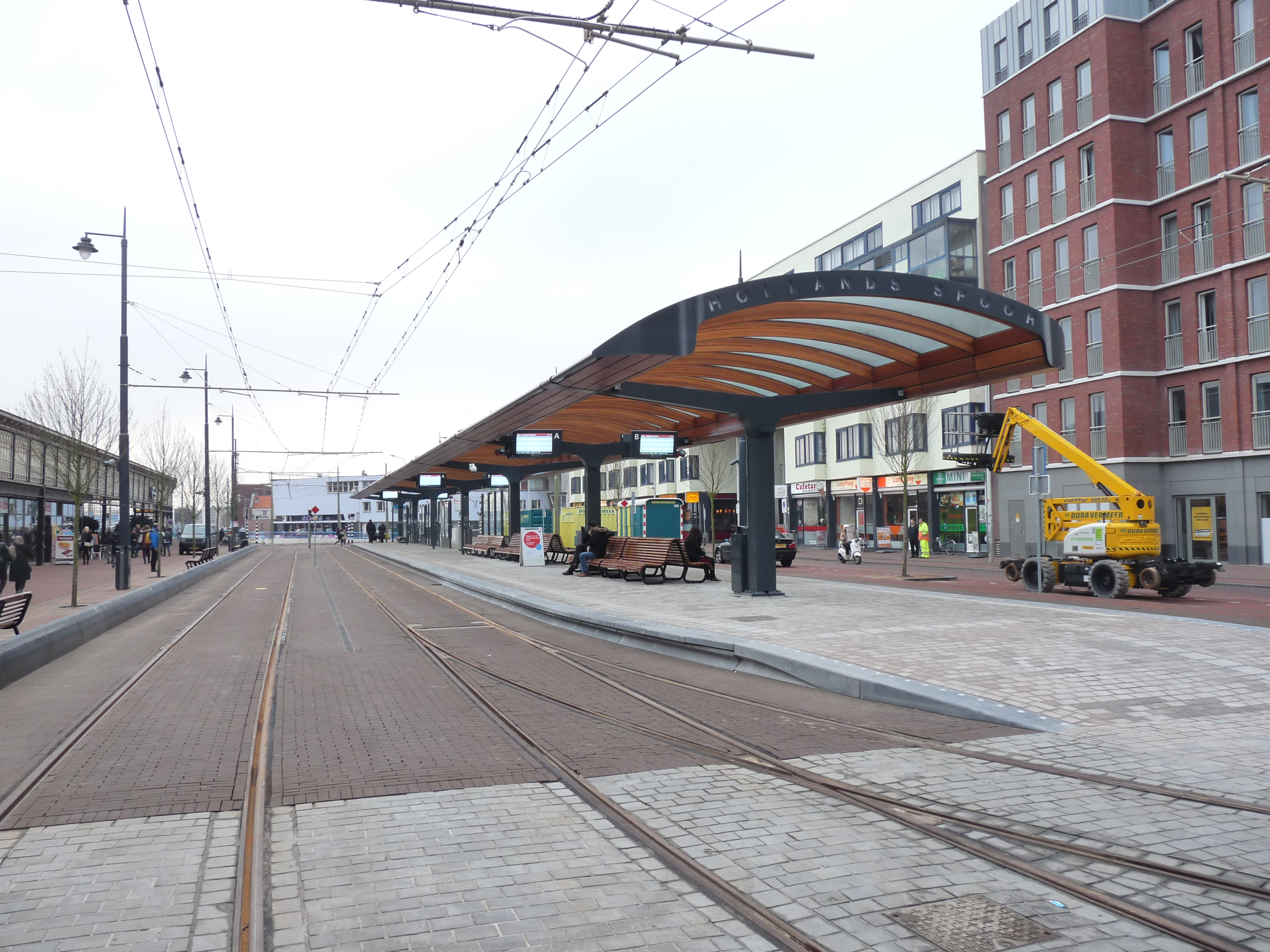
De nieuwe halte met eilandperron.

De gemeente heeft een herinrichtingsplan goedgekeurd voor een "tophalte" op het Stationsplein. De Parallelweg heeft eenrichtingverkeer gekregen, en werd in 2019 afgesloten met pollers. De enig overgebleven buslijn, buslijn 18 (nu 22) die nog bij het Stationsplein kwam (ooit kwamen er wel 12 buslijnen) is verplaatst naar de achterkant van het station, bij buslijn 26, aan de Waldorpstraat. De wijk aan de stadskant van het station is de laatste tijd verloederd en de gemeente wil de hele wijk een opfrisbeurt geven. De onaantrekkelijke looproute naar de binnenstad is reeds verbeterd.
Aan de zuidkant van het station zijn er ruimtelijke ontwikkelingen: De Haagse Hogeschool, MegaStores, kantoorgebouwen, diverse horecagelegenheden met terras en een aantrekkelijk ingericht plein met waterpartijen. Bij het vroegere postsorteercentrum (dat zijn eigen sporen en laadperron had) is een sport- en winkelcentrum gekomen. Deze nieuwe wijk is vanaf de Waldorpstraat verbonden met het Stationsplein via een voetgangers- en fietserstunnel onder de treinsporen, die rechtstreeks toegang gaf via trappen naar de treinperrons. De oorspronkelijke voetgangerstunnel vanaf de hoofdingang naar de treinperrons is doorgetrokken naar de Waldorpstraat, waar eveneens een stationsentree is. De verlenging van de tunnel is in 2017 geplaatst en op 28 september 2020 geopend.
Er waren en zijn bezwaren tegen het feit dat daarbij de toegangen tot de perrons vanaf de eerder bestaande tunnel zijn gesloten (om het publiek langs winkels te geleiden, en mogelijk om geen extra OV-chipkaartpoortjes te hoeven plaatsen, en er ook geen OV-chipkaartpaaltjes te hoeven laten staan). De trappen naar de fietstunnel zijn enkel te gebruiken als nooduitgang.

## Treinen
Het station wordt in de dienstregeling 2025 door de volgende treinseries bediend:
| Serie | Treinsoort                          | Route | Bijzonderheden |
| ----- | ----------------------------------- | --- | --- |
| 450   | European Sleeper (European Sleeper) | Brussel-Zuid – Antwerpen-Centraal – Roosendaal – Rotterdam Centraal – Den Haag HS – Schiphol Airport – Amsterdam Centraal – Amersfoort Centraal – Deventer – Bad Bentheim – Berlin Hbf – Dresden Hbf – Praha hl.n. | Stopt 2-3x per week. Stopt richting Brussel niet op Schiphol Airport en Den Haag HS. |
| 1100  | Intercity (NS)                      | Den Haag Centraal – Den Haag HS – Delft – Rotterdam Centraal – Breda – Tilburg – Eindhoven Centraal | Via HSL. Stopt niet in Schiedam Centrum en Rotterdam Blaak. |
| 1400  | Intercity (NS)                      | Utrecht Centraal – Amsterdam Centraal – Schiphol Airport – Den Haag HS – Rotterdam Centraal | Nachtnet. In beide richtingen stopt de eerste trein (in beide richtingen rond 1:30 uur) op Amsterdam Bijlmer ArenA. In de nacht van dinsdag op woensdag zijn er werkzaamheden aan de Westtak. Deze serie stopt dan niet op Schiphol Airport. Dat station wordt dan bediend door intercity 11400. |
| 2200  | Intercity (NS)                      | Amsterdam Centraal – Amsterdam Sloterdijk – Haarlem – Leiden Centraal – Den Haag HS – Delft – Schiedam Centrum – Rotterdam Centraal – Dordrecht – Roosendaal – Vlissingen                                          | Rijdt op weekdagen overdag 1x/uur en vormt een halfuurdienst met series 2300 (tussen Amsterdam Centraal en Roosendaal) en 6500 (tussen Roosendaal en Vlissingen). 's Avonds en in het weekend rijdt deze serie 2x/uur.                                                                           |
| 2300  | Intercity (NS)                      | Amsterdam Centraal – Amsterdam Sloterdijk – Haarlem – Leiden Centraal – Den Haag HS – Delft – Schiedam Centrum – Rotterdam Centraal – Dordrecht – Roosendaal – Vlissingen                                          | Rijdt alleen op weekdagen overdag en rijdt 1x/uur. Vormt tussen Amsterdam Centraal en Roosendaal een halfuursdienst met serie 2200. 's Avonds en in het weekend rijdt serie 2200 2x/uur. |
| 3200  | Intercity (NS)                      | Arnhem Centraal – Ede-Wageningen – Utrecht Centraal – Amsterdam Zuid – Schiphol Airport – Leiden Centraal – Den Haag HS – Delft – Rotterdam Centraal                                                               | Stopt niet te Schiedam Centrum. Rijdt alleen van maandag tot en met donderdag tot circa 19:00. |
| 3500  | Intercity (NS)                      | Dordrecht – Rotterdam Centraal – Schiedam Centrum – Delft – Den Haag HS – Leiden Centraal – Schiphol Airport – Amsterdam Zuid – Utrecht Centraal – 's-Hertogenbosch – Eindhoven Centraal – Helmond – Venlo         | Rijdt na circa 22:30, op zaterdagochtend tot circa 9:00 en op zondagochtend tot circa 10:00 niet tussen Dordrecht en Utrecht Centraal v.v. |
| 5000  | Sprinter (NS)                       | Den Haag Centraal – Den Haag HS – Delft – Schiedam Centrum – Rotterdam Centraal – Rotterdam Blaak – Rotterdam Lombardijen – Dordrecht                                                                              | Rijdt niet na 20:00 uur en in het weekend. |
| 5100  | Sprinter (NS)                       | Den Haag Centraal – Den Haag HS – Delft – Schiedam Centrum – Rotterdam Centraal – Rotterdam Blaak – Rotterdam Lombardijen – Dordrecht                                                                              | |
| 5200  | Sprinter (NS)                       | Den Haag Centraal – Den Haag HS – Delft – Schiedam Centrum – Rotterdam Centraal – Rotterdam Blaak – Rotterdam Lombardijen – Dordrecht                                                                              | Rijdt enkel van maandag tot en met donderdag tot circa 19:00 uur. |

Sinds 11 december 2011 dient men voor reizen naar onder andere Den Haag Mariahoeve op station Den Haag Laan van NOI over te stappen.

## Tram- en buslijnen
Aan de voorzijde van het station zijn perrons A/B en C/D eilandperrons waarbij bij haltes B en D aan de linkerzijde van de trams wordt in- en uitgestapt (tweerichtingstrams).
De volgende tram- en buslijnen van HTM (en EBS (lijn 827)) stoppen op station Hollands Spoor:
| Perron                                                | Lijn                                      | Bestemming                                                                                | Via | Opmerkingen                                              |
| Voorzijde van het station (Stationsplein)             | Voorzijde van het station (Stationsplein) | Voorzijde van het station (Stationsplein)                                                 | Voorzijde van het station (Stationsplein)                                                                                       | Voorzijde van het station (Stationsplein)                |
| ----------------------------------------------------- | ----------------------------------------- | ----------------------------------------------------------------------------------------- | --- | -------------------------------------------------------- |
| A                                                     | 1                                         | Delft Tanthof                                                                             | Laakkwartier, Rijswijk, Hoornbrug, Broekpolder, Spoorzone Delft, Delft Station, De Hoven Passage                                |                                                          |
| A                                                     | 10                                        | Vrederust                                                                                 | Laakkwartier, Spoorwijk, Station Moerwijk, Moerwijk, Winkelcentrum Leyweg, Morgenstond                                          | Rijdt alleen in de spits (maandag tot en met donderdag). |
| A                                                     | 11                                        | Scheveningen Haven                                                                        | Schilderswijk, Haagse Markt, Transvaalkwartier, Regentessekwartier, Statenkwartier                                              |                                                          |
| A                                                     | 12                                        | Den Haag Duindorp                                                                         | Schilderswijk, Haagse Markt, Transvaalkwartier, Valkenboskwartier, Bomenbuurt, Segbroek, Vogelwijk                              |                                                          |
| B                                                     | 9                                         | Vrederust                                                                                 | Zuiderpark, Moerwijk, Winkelcentrum Leyweg, Morgenstond                                                                         |                                                          |
| B                                                     | 16                                        | Wateringen                                                                                | Laakkwartier, Spoorwijk, Station Moerwijk, Moerwijk, Winkelcentrum Leyweg, Morgenstond, Hoge Veld, Wateringse Veld              |                                                          |
| B                                                     | 17                                        | Wateringen                                                                                | Laakkwartier, Spoorwijk, Plaspoelpolder, Rijswijk Station, Bogaard stadscentrum, Eikelenburg, Wateringse Veld                   |                                                          |
| C                                                     | 1                                         | Scheveningen Noord                                                                        | Bierkade, Centrum, Kneuterdijk, Plein 1813, Javastraat, Vredespaleis, World Forum, Statenkwartier, Kurhaus                      |                                                          |
| C                                                     | 10                                        | Scheveningen Noord                                                                        | Bierkade, Centrum, Kneuterdijk, Plein 1813, Javastraat, Vredespaleis, World Forum, Statenkwartier, Kurhaus                      | Rijdt alleen in de spits (maandag tot en met donderdag). |
| C                                                     | 11                                        | Rijswijkseplein                                                                           | |                                                          |
| C                                                     | 12                                        | Rijswijkseplein                                                                           | |                                                          |
| D                                                     | 9                                         | Scheveningen Noord                                                                        | Bierkade, Kalvermarkt-Stadhuis, Centraal Station, Malieveld, Koninginnegracht, Madurodam, Westbroekpark, Circustheater, Kurhaus |                                                          |
| D                                                     | 16                                        | Station Den Haag Centraal                                                                 | Bierkade, Kalvermarkt-Stadhuis                                                                                                  |                                                          |
| D                                                     | 17                                        | Den Haag Statenkwartier                                                                   | Rijswijkseplein, Centraal Station, Korte Voorhout, Buitenhof, Centrum, Zeeheldenkwartier, Kunstmuseum                           |                                                          |
| Achterzijde van het station (Waldorpstraat)           |                                           |                                                                                           | |                                                          |
|                                                       | 22                                        | Rijswijk De Schilp                                                                        | Megastores, Laakkwartier, Rijswijk Station, Bogaard stadscentrum, Steenvoorde                                                   |                                                          |
| 26                                                    | Den Haag Kijkduin                         | Megastores, Laakkwartier, Station Moerwijk, Zuiderpark, Leyenburg, Loosduinen, Ockenburgh | |                                                          |
| 29                                                    | Station Rijswijk                          | Megastores, Laakkwartier                                                                  | Rijdt alleen in de middagspits.                                                                                                 |                                                          |
| 827                                                   | Honselersdijk                             |                                                                                           | Rijdt alleen in de ochtendspits (één rit)                                                                                       |                                                          |
|                                                       | 22                                        | Den Haag Duindorp                                                                         | Centraal Station, Centrum, Kneuterdijk, Plein 1813, Javastraat, Madurodam, Kurhaus, Scheveningen                                |                                                          |
| 26                                                    | Station Voorburg                          | Binckhorst                                                                                | Rijdt in de avond en het weekend tot Station Hollands Spoor.                                                                    |                                                          |
| 29                                                    | Den Haag Oude Waalsdorperweg              | Centraal Station, Malieveld, Benoordenhout, HMC Bronovo, Waalsdorperweg                   | Rijdt alleen in de ochtendpits.                                                                                                 |                                                          |
| Halte Waldorpstraat/Station HS aan de Rijswijkseweg   |                                           |                                                                                           | |                                                          |
|                                                       | 15                                        | Station Den Haag Centraal                                                                 | Bierkade, Centrum, Buitenhof, Korte Voorhout                                                                                    |                                                          |
| Nootdorp                                              | 15                                        | Laakkwartier, Rijswijk, Hoornbrug, P+R Hoornwijck, Ypenburg                               | |                                                          |
| Halte Rijswijkseplein/Station HS aan de Rijswijkseweg |                                           |                                                                                           | |                                                          |
|                                                       | N5                                        | Ypenburg/Nootdorp/Delft                                                                   | Rijswijk, Ypenburg, Nootdorp, Pijnacker, Delfgauw, Delft Station                                                                | Nachtbus, rijdt op vrijdag- en zaterdagnacht.            |

## Ontwikkeling aantal reizigers
Het aantal door NS vervoerde reizigers (per gemiddelde werkdag) ontwikkelde zich sedert 2019 als volgt:
| Jaar | Aantal reizigers |
| ---- | ---------------- |
| 2019 | 40.894           |
| 2020 | 18.530           |
| 2021 | 20.287           |
| 2022 | 29.974           |
| 2023 | 32.159           |
| 2024 | 31.212           |

## Afbeeldingen

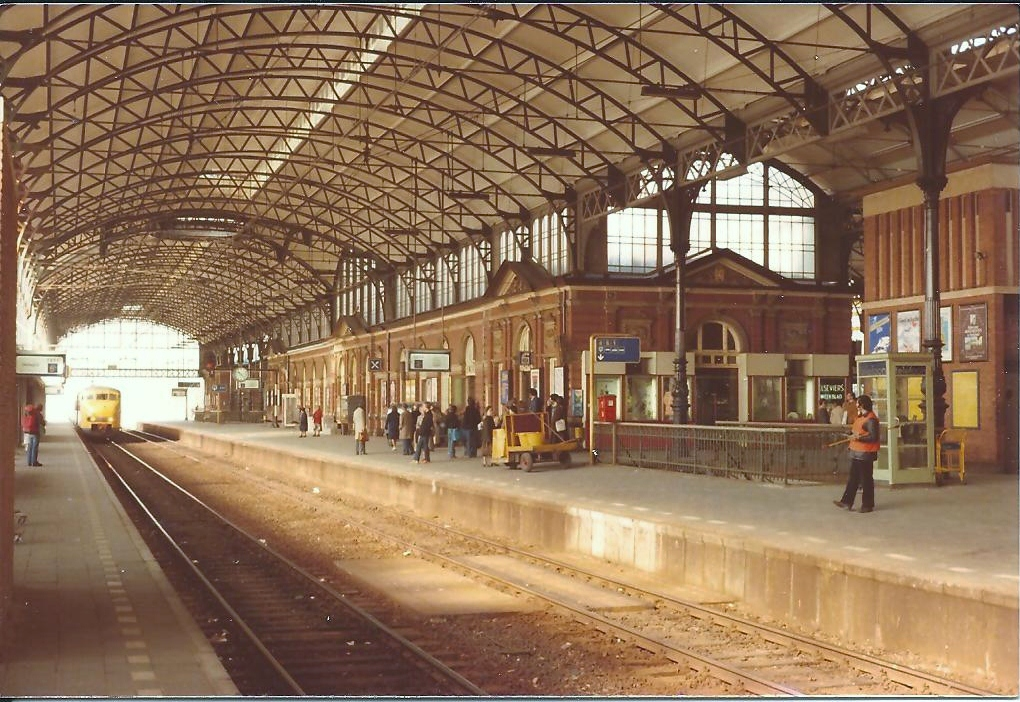
De perrons kort voor de brand
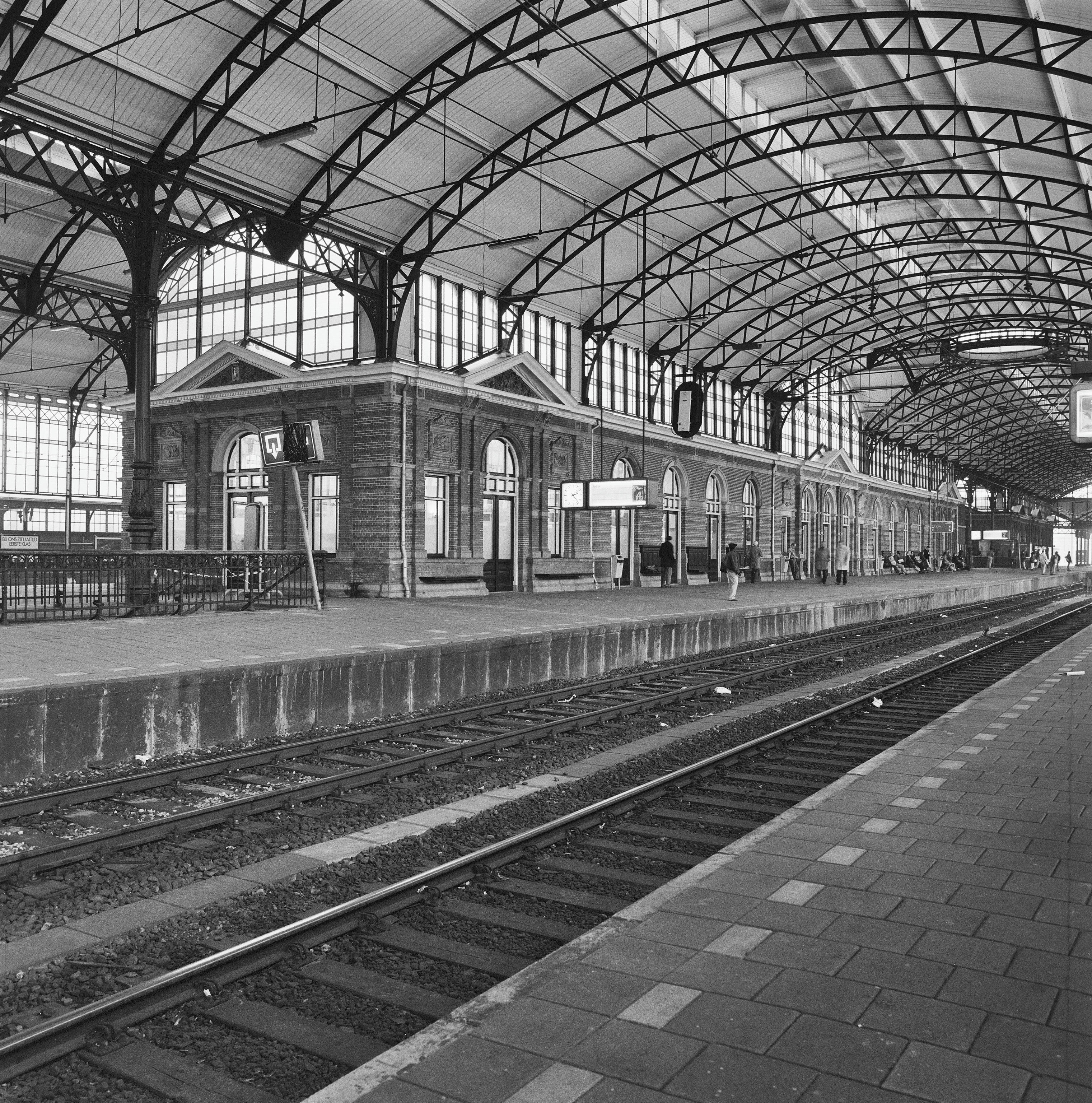
Kapconstructie en gebouw B op het middenperron; 30 november 1992
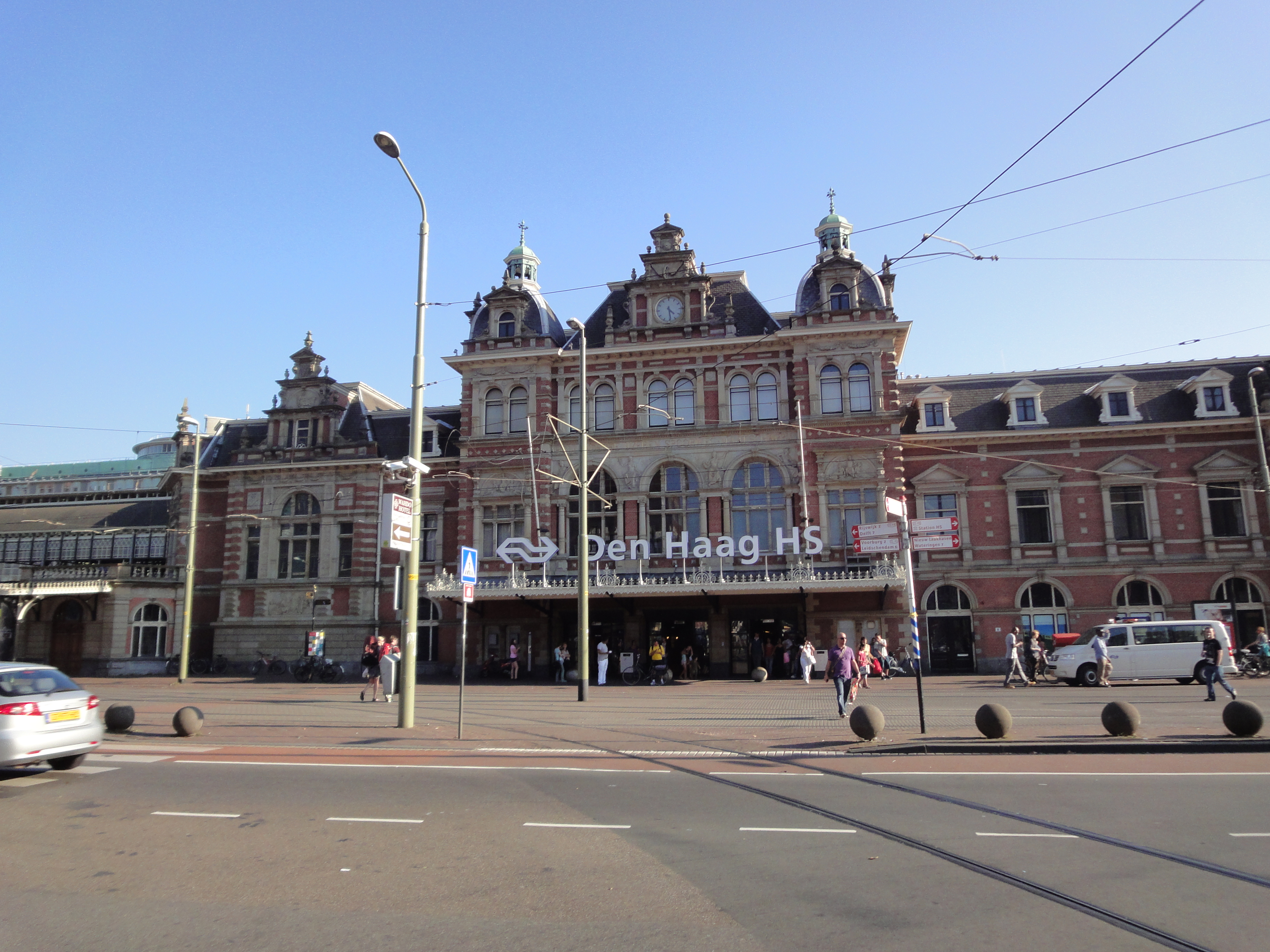
Station in 2011
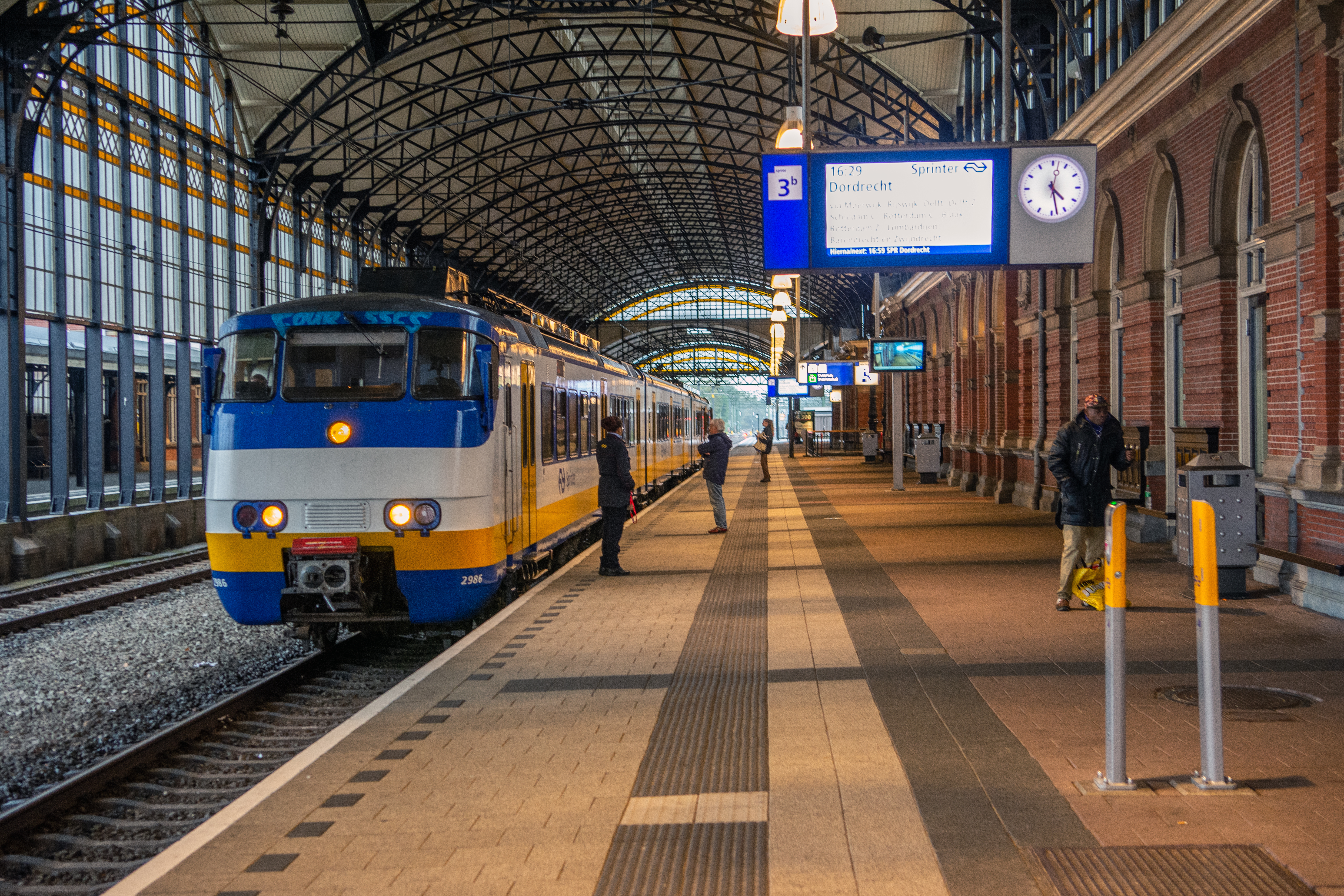
NSR Sprintertreinstel 2986 staat klaar voor vertrek op Den Haag HS in de richting Dordrecht; 6 oktober 2019
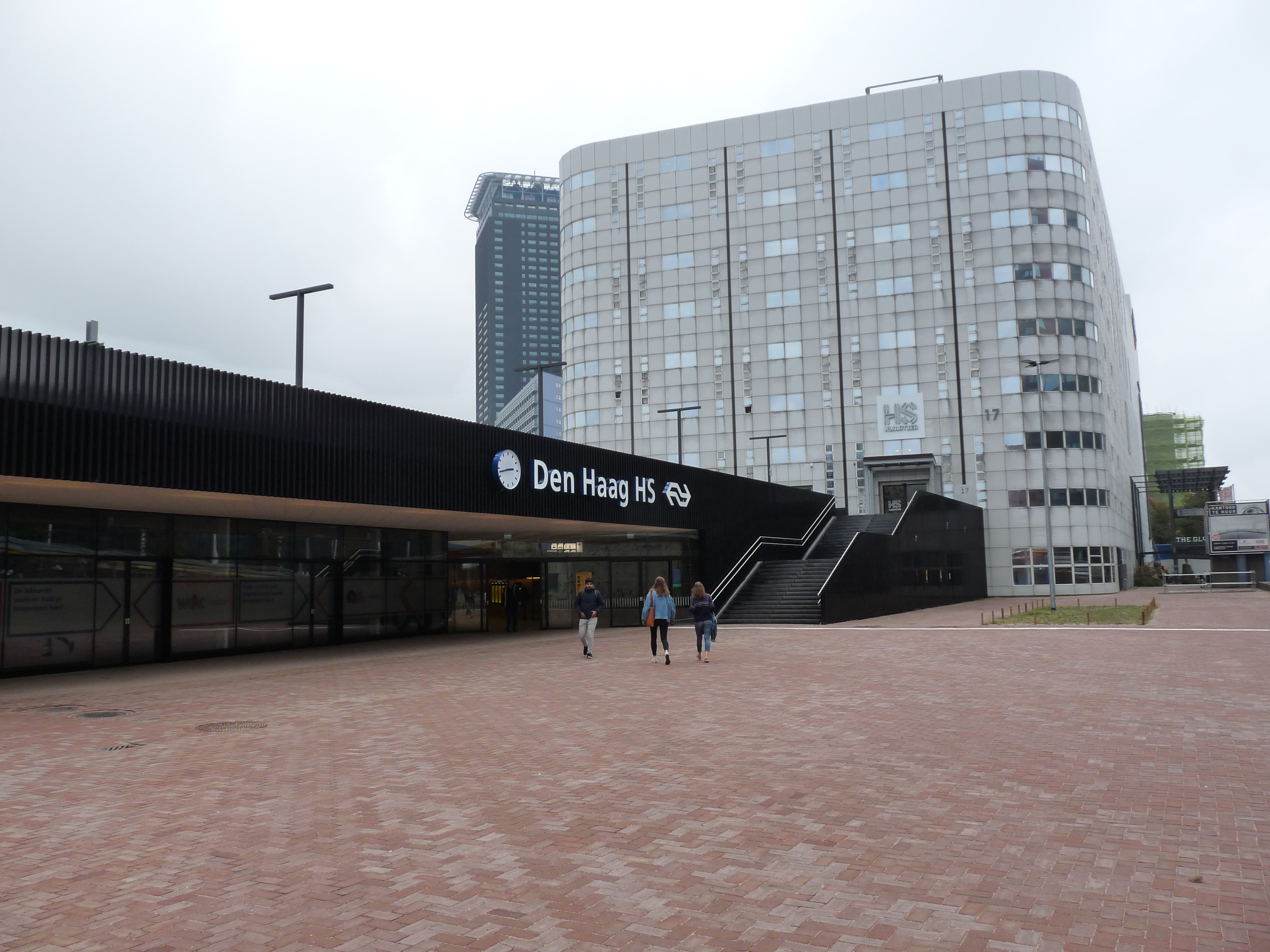
Nieuwe ingang/doorgang bij de Waldorpstraat
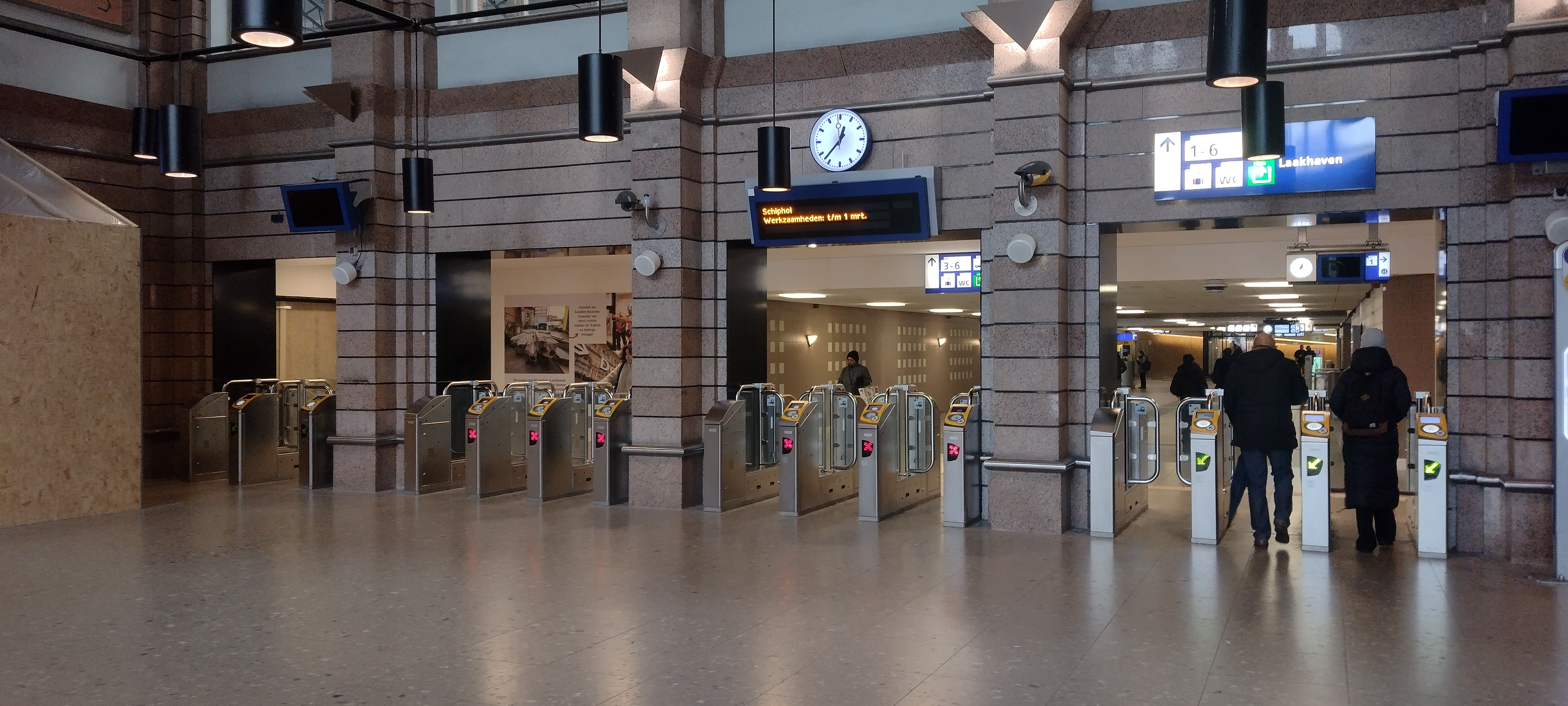
Stationshal met poortjes
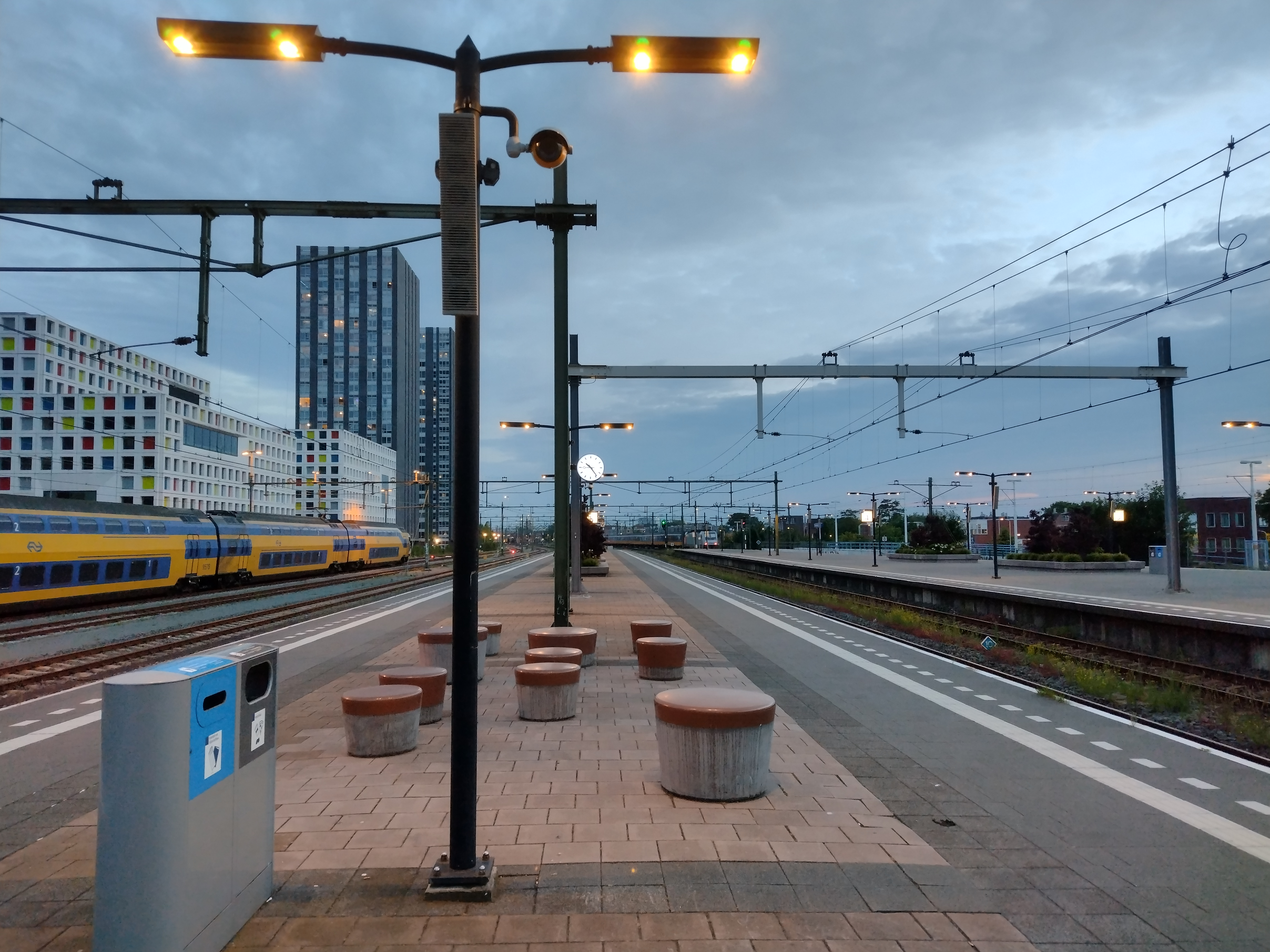
Perrons tijdens de avondschemering